# ستو، آیچی
ستو، آیچی از شهرهای استان آیچی ژاپن است که جمعیت آن در ۱ ژانویه ۲۰۰۸ ۱۳۲٬۳۱۱نفر بوده‌است.